# Louis de Rohan (1635-1674)
Louis de Rohan, detto cavaliere di Rohan (in francese Chevalier de Rohan; Parigi, 1635 – Parigi, 27 novembre 1674), fu Grand veneur de France.
Prese parte al Complotto di Latréaumont e venne giustiziato per alto tradimento.

## Biografia
Louis de Rohan era membro dell'antica e nobile famiglia dei Rohan, figlio di Luigi VIII di Rohan-Guémené, terzo duca di Montbazon, e di Anne de Rohan-Guémené. A 20 anni venne nominato Grand veneur de France di Luigi XIV per poi partecipare alla Guerra franco-spagnola (1654-1659) ed alla guerra contro l'Olanda nel 1672-1673.
Le sue numerose avventure amorose, compresa quella con la celebre Ortensia Mancini, lo resero inviso al sovrano che lo costrinse nel 1669 a dimettersi dall'incarico ottenuto. Quest'umiliazione subita, fu uno dei motivi che spinsero il chevalier a cospirare contro il Re Sole, aderendo al progetto di Gilles du Hamel de Latréaumont (1627-1674) che coinvolse per lo scopo anche i Paesi Bassi spagnoli e gli olandesi, prendendo come ostaggio il Delfino di Francia e scatenando un'insurrezione popolare.
Il complotto venne scoperto grazie a Jean Charles du Cauzé de Nazelle, moschettiere del re che alloggiava proprio dove si tenevano gli incontri segreti della compagnia (che aveva tra i coinvolti anche il filosofo Franciscus van den Enden, maestro di Spinoza) e dove spesso anche il Rohan si recava in gran segreto.
Louis venne arrestato l'11 settembre per ordine di Gabriel Nicolas de la Reynie, dal maggiore Henri-Albert de Cossé de Brissac, all'uscita dalla messa quotidiana del re alla Reggia di Versailles. 
Più tardi anche lo stesso Latréaumont venne catturato da Brissac mentre alloggiava nella sua stanza all'hôtel des Uniques di Rouen.
Rohan, imprigionato alla Bastiglia, venne riconosciuto colpevole del crimine di lesa maestà ma, contrariamente ai suoi amici cospiratori, data la sua posizione di alto rilievo, non venne interrogato con la tortura; quando il processo si concluse, fu riconosciuto colpevole, perciò venne decapitato il 27 novembre 1674 presso la prigione di rue Saint-Antoine, non lontano dalla sua abitazione (l'Hôtel de Rohan-Guémené), anziché impiccato come i non nobili che avevano preso parte alla cospirazione. 
I beni del Rohan vennero confiscati dallo stato e poi restituiti alla sua parente più prossima: Maria di Bretagna, duchessa di Montbazon, seconda moglie di Hercule de Rohan, che si ritirò a Rochefort-en-Yvelines ove morì nel 1685.